# Yvan Freedman
Yvan Freedman (Antwerpen, 2 augustus 1926) was een Belgisch hockeyer.

## Levensloop
Freedman was actief bij La Rasante.
Daarnaast maakte hij deel uit van het Belgisch hockeyteam. Met de nationale ploeg nam hij onder meer deel aan de Olympische Zomerspelen van 1956.